# Anello d'arresto

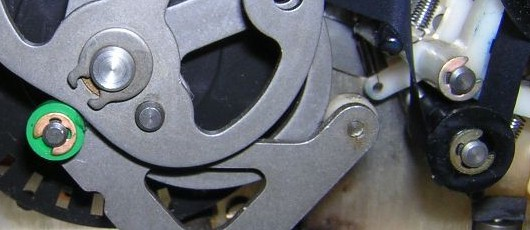
Particolare di un meccanismo con diversi anelli d'arresto.

Un anello d'arresto o anello di sicurezza è un elemento meccanico atto a impedire il movimento di elementi di una macchina. Un particolare tipo di anello d'arresto detto Seegerring o anello Seeger prende il nome dal suo inventore tedesco Seeger, della Seeger-Orbis. Così come un altro tipo detto anello Benzing prende il nome da Hugo Benzing.
Esistono due tipi fondamentalmente di anelli d'arresto, per interni e per esterni. Il primo viene montato in fori il secondo su alberi.
La lavorazione delle sedi per tali anelli viene originariamente regolamentata dalle norme DIN 471 per alberi e 472 per fori.
Gli anelli tipo Seeger vengono montati con appositi utensili, pinze con becchi:

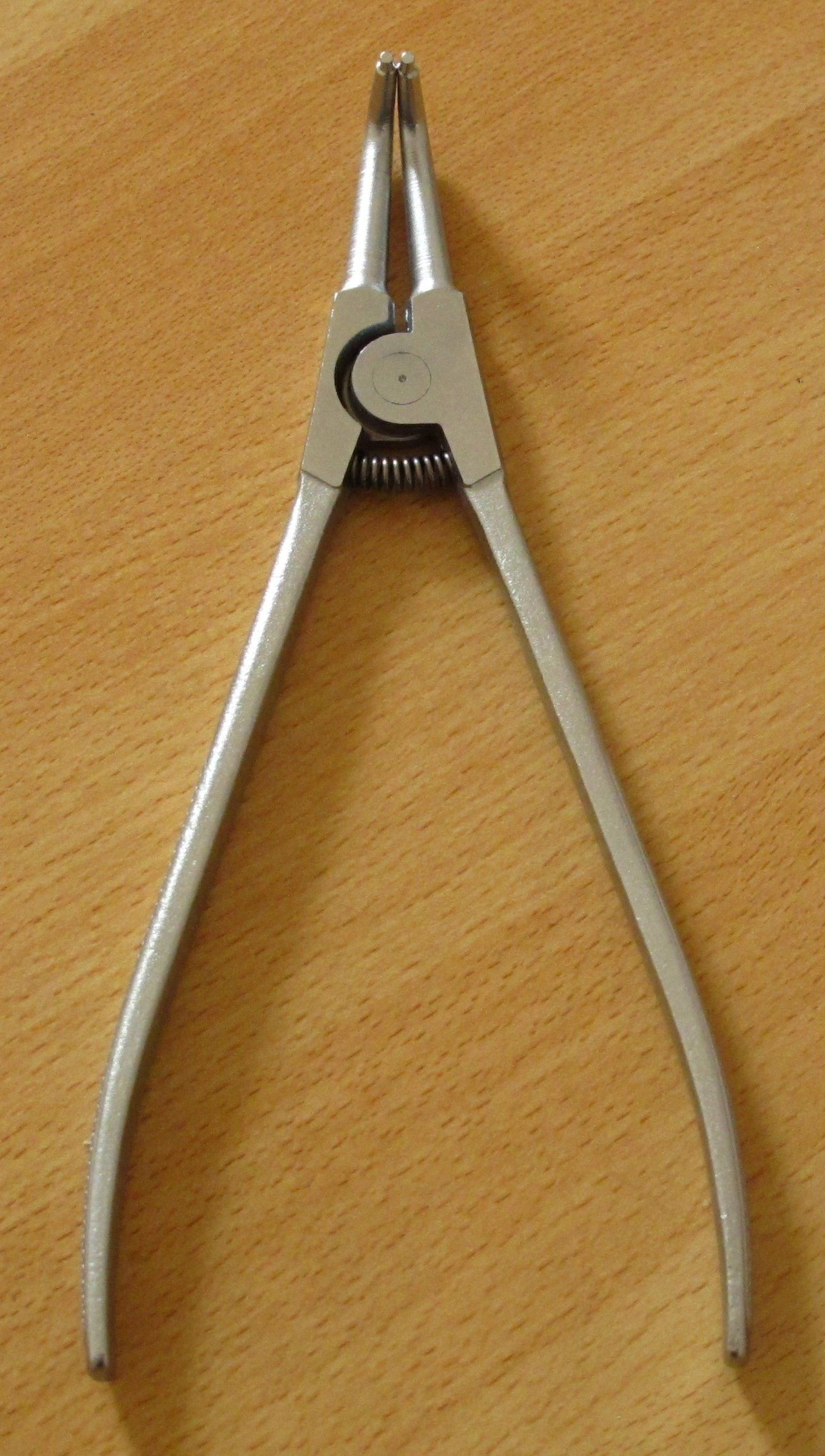
Pinza con becchi a 90°.
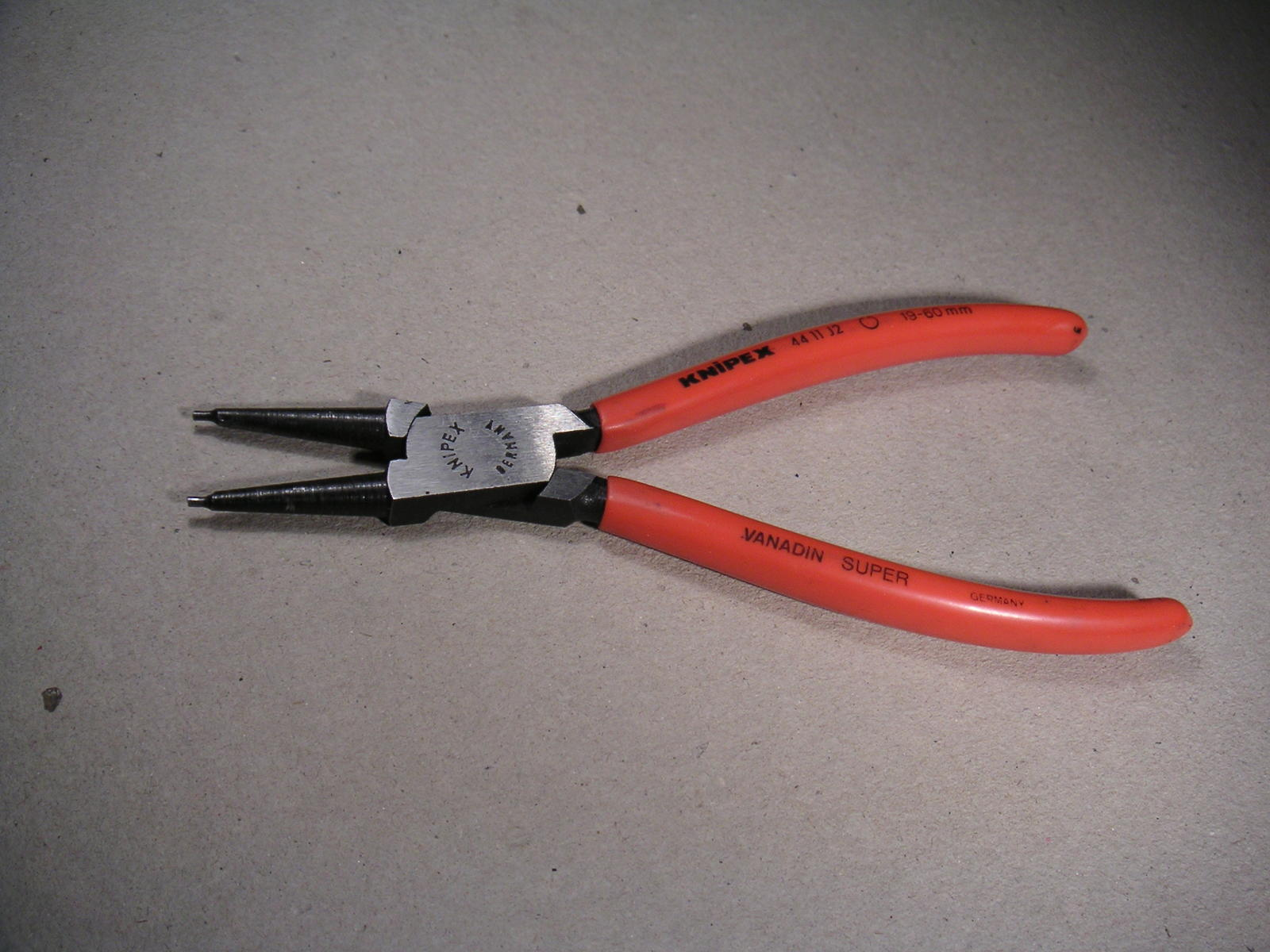
Pinza con becchi dritti per montaggio di anelli Seeger per fori.
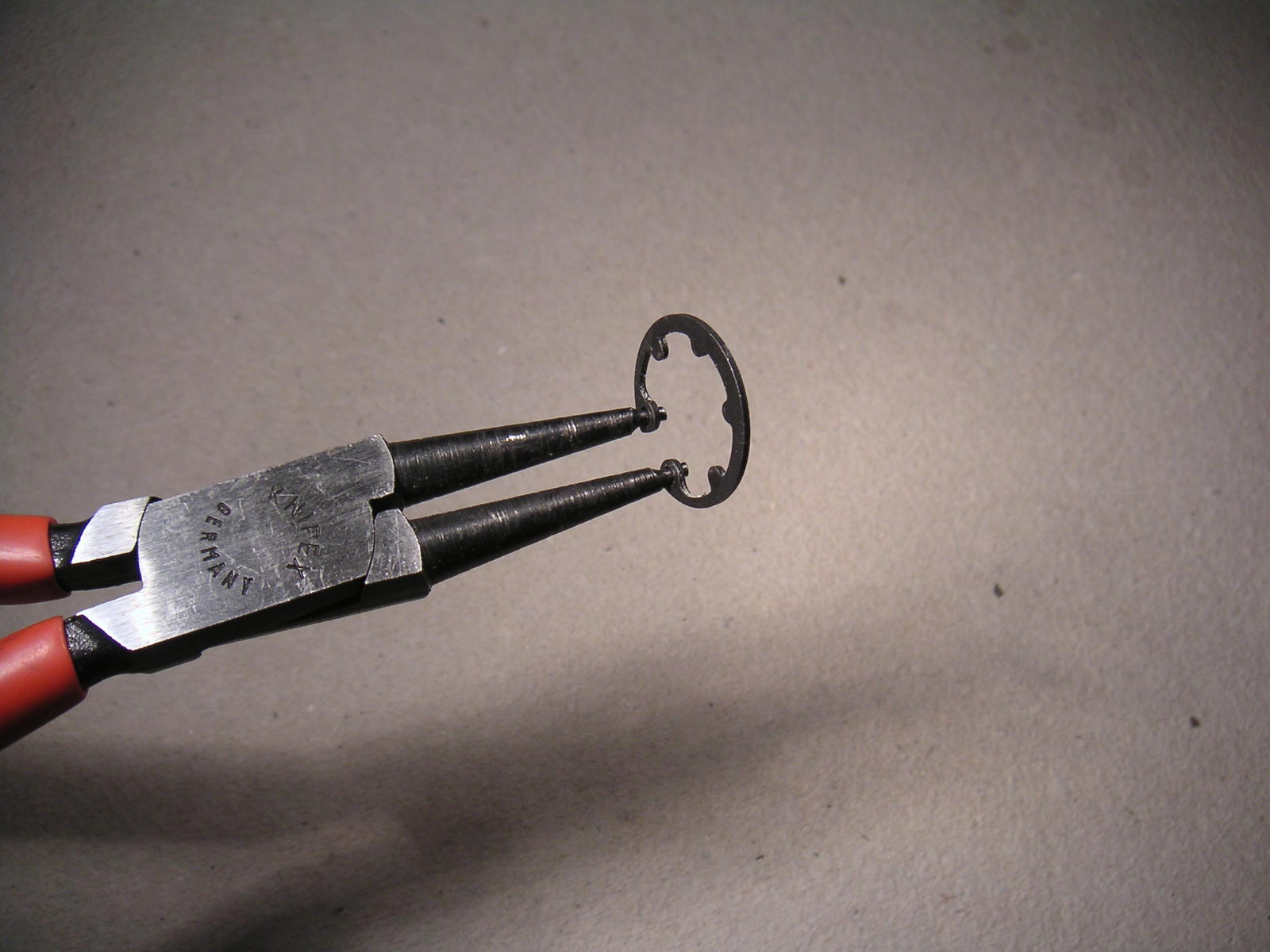
Pinza con i becchi inseriti negli appositi fori dell'anello Seeger.
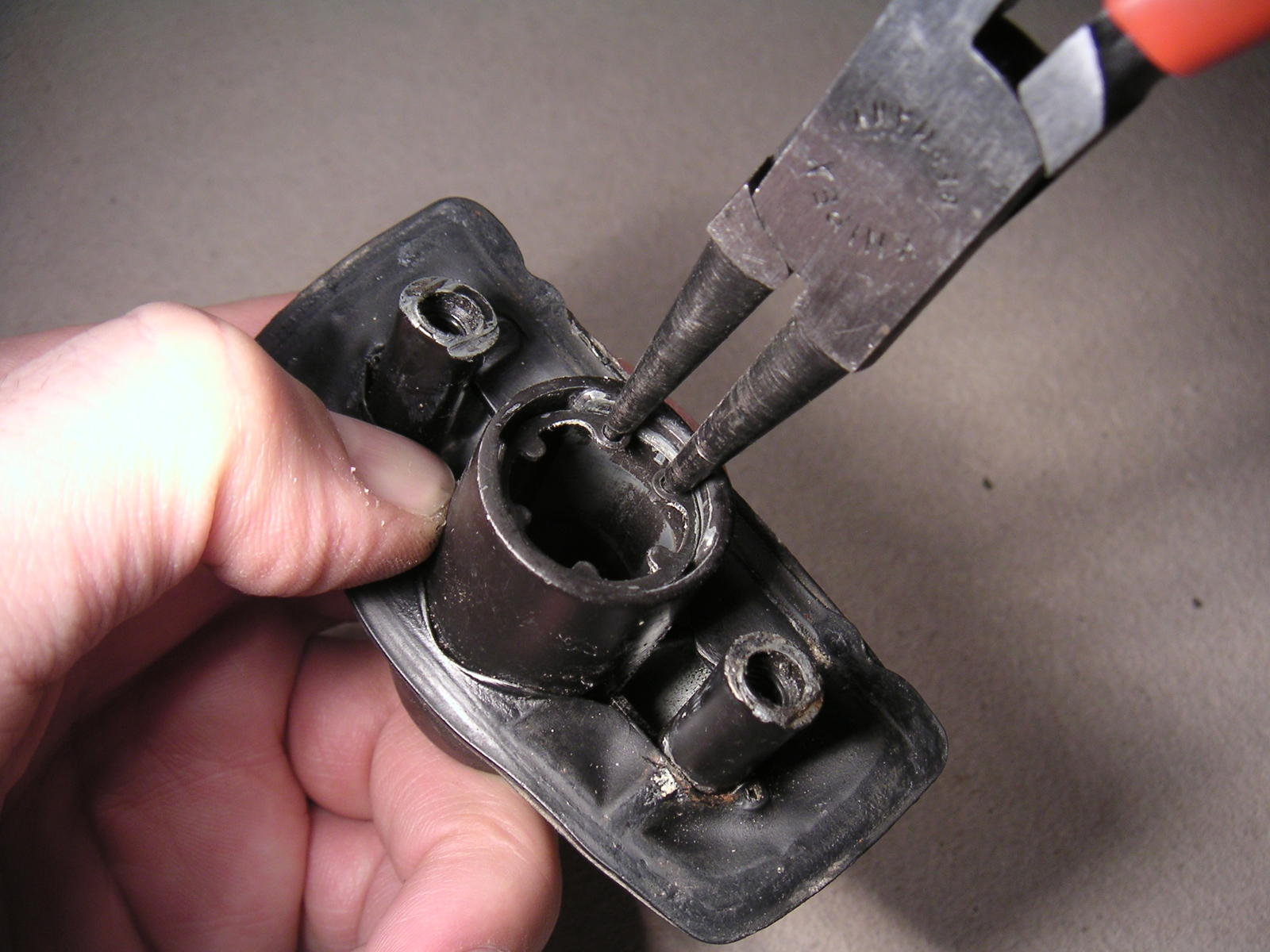
Inserimento dell'anello in un foro.

Tra i vari tipi si possono elencare:
- Anello tipo Benzing, DIN 6799

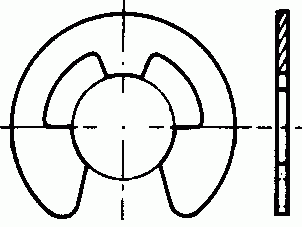
Anello d'arresto Benzing

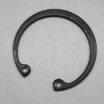
Anello d'arresto per interni tipo Seeger

- Anello tipo Seeger, DIN 471 e DIN 472
- Anello elastico